# وین آزموند
ملوین وین آزموند (به انگلیسی: Melvin Wayne Osmond؛ ۲۸ اوت ۱۹۵۱ – ۱ ژانویهٔ ۲۰۲۵) موسیقی‌دان آمریکایی بود. او دومین خواننده اصلی برادران آزموند و چهارمین پسر از ۹ فرزند خانواده آزموند بود.

## زندگی
از سال ۱۹۵۸، وین و سه برادرش (آلن، مریل و جی) به عنوان گروه چهارنفره پیرایشگر شروع به خواندن کردند. آنها بعداً در سال ۱۹۶۱ توسط جی امرسون ویلیامز، پدر اندی ویلیامز، در یک اجرا در دیزنی‌لند که برای قسمت دیزنی‌لند در دنیای شگفت انگیز والت دیزنی فیلمبرداری می‌شد، کشف شدند. در سال ۱۹۶۲، چهار پیرایشگر در یک دوره هفت ساله در ان‌بی‌سی نمایش اندی ویلیامز، برای یک برنامه تنوع موسیقی، انتخاب شدند. پس از شکست تک‌آهنگ‌های اولیه آن‌ها، MGM رکوردز با الهام از موفقیت جکسون ۵ با گروه قرارداد امضا کرد و آنها را به استودیوی موزیک شولز فرستاد، جایی که آنها وان بد اپل را ضبط کردند، آهنگی که ابتدا برای جکسون‌ها نوشته شده بود اما توسط آن‌ها رد شد. هر یک از این چهار برادر آزموند همچنین در ۹ قسمت از سریال وسترن ABC ۱۹۶۳-۱۹۶۴، سفرهای جیمی مک فیترز، با وین در نقش لویتیکلاس کیسل جوان انتخاب شدند.